# Designated Survivor: 60 Days
Designated Survivor: 60 Days è un drama coreano del 2019, ispirato alla serie statunitense Designated Survivor.

## Trama
Park Moo-jin è il Ministro dell'Ambiente e ha poche ambizioni come politico. Un giorno, durante una seduta ufficiale nel palazzo dell'Assemblea Nazionale, si verifica un'esplosione che causa numerose vittime tra gli alti funzionari, incluso il Presidente. Avendo il grado più alto tra i politici rimasti, Moo-jin si ritrova controvoglia ad essere il sopravvissuto designato e ad agire come Presidente ad interim per sessanta giorni.

## Produzione
La produzione è curata dalla sudcoreana Studio Dragon Corporation e la serie è stata trasmessa in patria dalla rete televisiva TVN. In Italia la serie viene trasmessa da Netflix a partire da luglio 2019.